# Нойхофен-им-Иннкрайс
Нойхофен-им-Иннкрайс (нем. Neuhofen im Innkreis) — община (нем. Gemeinde) в Австрии, в федеральной земле Верхняя Австрия. 
Входит в состав округа Рид-им-Иннкрайс.  Население составляет 2163 человека (на 31 декабря 2005 года). Занимает площадь 16 км². Официальный код  —  41218.

## Политическая ситуация
Бургомистр общины — Йозеф Ханглер (АНП) по результатам выборов 2003 года.
Совет представителей общины (нем. Gemeinderat) состоит из 25 мест.
- АНП занимает 14 мест.
- СДПА занимает 9 мест.
- АПС занимает 2 места.